# Cercyon marinus
Cercyon marinus är en skalbaggsart som beskrevs av Thomson 1853. Cercyon marinus ingår i släktet Cercyon och familjen palpbaggar. Arten är reproducerande i Sverige. Inga underarter finns listade i Catalogue of Life.